# Maureen Brunt
Maureen Brunt (Melbourne, 26 de diciembre de 1928-30 de enero de 2019) fue una economista y académica australiana que se especializó en el campo del derecho de la competencia. Fue profesora emérita de Economía en la Universidad de Monash.

## Biografía

### Primeros años
Se licenció en economía por la Universidad de Melbourne en 1951 y se doctoró en Filosofía en organización industrial por la Universidad de Harvard en 1964.

### Carrera
Fue profesora de economía en la Universidad de Melbourne, la Universidad de Adelaida y la Universidad de Harvard en la década de 1960. Regresó a Australia en 1996 para convertirse en profesora de economía en la Universidad de Monash, convirtiéndose en la primera mujer en ocupar una cátedra de Economía en Australia. Es conocida por su "análisis innovador de la interacción entre... el derecho y la economía". El Privy Council la describió como "una distinguida economista australiana".
Fuue miembro y luego presidenta del Consejo de Asuntos del Consumidor del Gobierno de Victoria, en el que sirvió durante casi diez años. Durante su mandato como presidenta, el consejo presentó su investigación sobre la ley de prácticas comerciales engañosas en Victoria.
Fue miembro fundador del Tribunal de Prácticas Comerciales de Australia. Fue miembro lego del Tribunal Superior de Nueva Zelanda para casos de competencia desde 1990 hasta 2000.
Falleció el 30 de enero de 2019, a los 90 años.

## Premios y honores
Fue nombrada funcionaria de la Orden de Australia en el Día de Honores de Australia en 1992 por "servicios al Tribunal de Prácticas Comerciales y a la educación". En 1995, recibió el título de doctor honoris causa en Derecho de la Universidad de Monash. Fue elegida miembro distinguido de la Sociedad de Economía de Australia en 2006.

## Publicaciones Seleccionadas

### Libros
- Karmel, PH; Brunt, Maureen (1962). The Structure of the Australian Economy. Melbourne: F W Cheshire.
- Brunt, Maureen (2003). Economic Essays on Australian and New Zealand Competition Law. The Hague: Kluwer Law International. ISBN 9789041119919.

### Capítulos
- Brunt, Maureen (1976). «Lawyers and Competition Policy».  En D Hambly; J Goldring, eds. Australian Lawyers and Social Change. Sydney: The Law Book Co. pp. 266–297.
- Brunt, Maureen (1993). «Australian and New Zealand Competition Law and Policy».  En Barry Hawk, ed. Fordham Corporate Law Institute: International Antitrust Law and Policy. New York: Juris Publishing. pp. 131-193.
- Brunt, Maureen (1999). «Antitrust in the Courts: The Role of Economics and of Economists».  En Barry Hawk, ed. 1998 Fordham Corporate Law Institute: International Antitrust Law and Policy. New York: Juris Publishing. pp. 357-367.

### artículos periodísticos
- Brunt, Maureen (1965). «Legislation in Search of an Objective». The Economic Record 41 (95): 357-386. doi:10.1111/j.1475-4932.1965.tb03056.x.
- Brunt, Maureen; Baxt, Robert (1974). «The Murphy Trade Practices Bill: Admirable Objectives, Inadequate Means». Australian Business Law Review 2: 3-79.
- Brunt, Maureen; Baxt, Robert (1974). «A Guide to the Trade Practices Act 1974». Australian Economic Review. 4th Quarter: 5-22.
- Brunt, Maureen (1986). «The Use of Economic Evidence in Antitrust Litigation: Australia». Australian Business Law Review 14: 261-308.
- Brunt, Maureen (1990). «Market Definition Issues in Australian and New Zealand Trade Practices Litigation». Australian Business Law Review 18: 86-128.
- Brunt, Maureen (1990). «The Role of Private Actions in Australian Restrictive Practices Enforcement». Melbourne University Law Review 17: 582-613.
- Brunt, Maureen (1994). The Australian Antitrust Law after 20 Years — a Stocktake. «The Australian Trade Practices Act 1974». Review of Industrial Organization. Studies in Industrial Organization 5. pp. 483-526. ISBN 978-90-481-4491-4. doi:10.1007/978-94-015-8324-4_3.
- Brunt, Maureen (1995). «Issues from the Davids-QIW Merger Case – A Comment». Competition and Consumer Law Journal 3: 16-25.